# Prestige
O Prestige foi um navio-petroleiro monocasco, que se afundou na costa galega, produzindo uma imensa maré negra, que afetou uma ampla zona compreendida entre o norte de Portugal e as Landas ou Vendée em França, tendo especial incidência na Galiza. O petroleiro, construído em 1976, com um deslocamento de 42 mil toneladas, transportava 77 mil toneladas de óleo combustível pesado.
Apesar de ter o navio identificado, as investigações judiciais pertinentes não chegaram a um responsável direto deste acidente.

## Acidente
A 13 de Novembro de 2002 começou a maior catástrofe ambiental que até o momento havia sacudido a costa galega: o afundamento e posterior derramamento de milhares de toneladas de fuel-oil por parte do petroleiro "Prestige". enquanto transportava cerca de 77 mil toneladas de fuel oil, um dos seus 12 tanques rebentou durante uma tormenta nas costas da Galiza. A partir daquele momento e até ao seu afundamento, estima-se que foram derramadas cerca de 5 000 toneladas de fuel-oil. 
Cerca das 8 da manhã de 19 de novembro, o barco partiu-se em dois, a cerca de 250 km da costa da Galiza, tendo-se afundado, o que provocou um incremento no volume da mancha negra.
Após o afundamento, o Prestige continuou a libertar cerca de 125 toneladas de fuel oil por dia, contaminando o fundo do mar e a linha de costa, especialmente ao longo da Galiza.
Em 1 de Dezembro, 200 000 pessoas manifestaram-se em Santiago de Compostela com o lema "Nunca mais". 
A 2 de Dezembro chegou o batiscafo ou minissubmarino especializado em mergulho à grande profundidade, chamado de "Nautile", à zona do afundamento. Foram efectuadas diversas tarefas de avaliação e controle da situação, pois os destroços da embarcação continuavam a libertar petróleo.

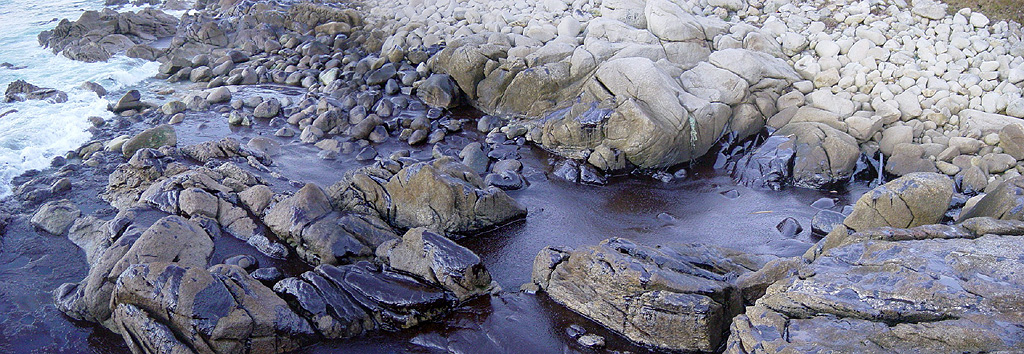
Óleo vertido do Prestige chega a costa.

A extensa zona de costa que foi atingida, não só tem uma grande importância ecológica (como no caso das Rías Baixas), mas também uma notável indústria pesqueira.
O Presidente da Junta de Galiza, Manuel Fraga, assegurou que o afundamento não teria efeitos sobre o meio ambiente. Em 10 de dezembro o Presidente do Governo, José María Aznar, disse que o executivo cometera "erros de apreciação", pois teria sido mais aconselhável (como tinha solicitado inicialmente o comandante) que se tivesse rebocado o petroleiro para uma zona costeira abrigada, de modo a ser possível a remoção do petróleo a bordo. 
Em 2 de janeiro de 2003, as manchas de óleo estavam a 50 km da costa francesa. O Primeiro-Ministro francês prometeu 50 milhões de euros para a limpeza.
O capitão grego do Prestige, Apostolos Mangouras, foi detido durante 85 dias (até 7 de fevereiro de 2003) e acusado de não cooperar com as equipas de salvamento durante o naufrágio e de causar danos ao meio ambiente.
Em 2004, no âmbito da campanha da Repsol YPF "Prestige Recovery Project" que ocorreu de junho a outubro, recolheu-se aproximadamente 95% do petróleo que restava a uma profundidade de cerca de 4 000 m. Foram utilizados ROVs modificados, e grandes tanques cilíndricos submersíveis, funcionando como um vai-vem, fabricados especialmente para esse fim.

## Possíveis causas do acidente
- Colisão com um objecto a flutuar a pouca profundidade.
- Corrosão nos tanques de lastro, junto aos radiadores para liquefazer o petróleo.
- Acumulação de pequenos danos estruturais no casco devido à utilização como "cisterna intermediária", com diversas barcaças encostadas ao longo da embarcação, enquanto esteve em São Petersburgo.

## Processo penal
Em novembro de 2013, um tribunal galego ilibou todos os acusados no caso Prestige, não determinando quaisquer culpados para a maior catástrofe ambiental em Espanha.
O capitão do Prestige foi ilibado de todas as acusações, tal como o chefe de máquinas e o ex-diretor da Marinha mercante de Espanha. 
No banco dos réus estavam os gregos Apostolos Mangouras e Nikolaos Argyropoulos, o capitão e o chefe de máquinas do navio, e ainda o antigo diretor da Marinha mercante de Espanha José Luis López-Sors González.